# Radio de vientos máximos

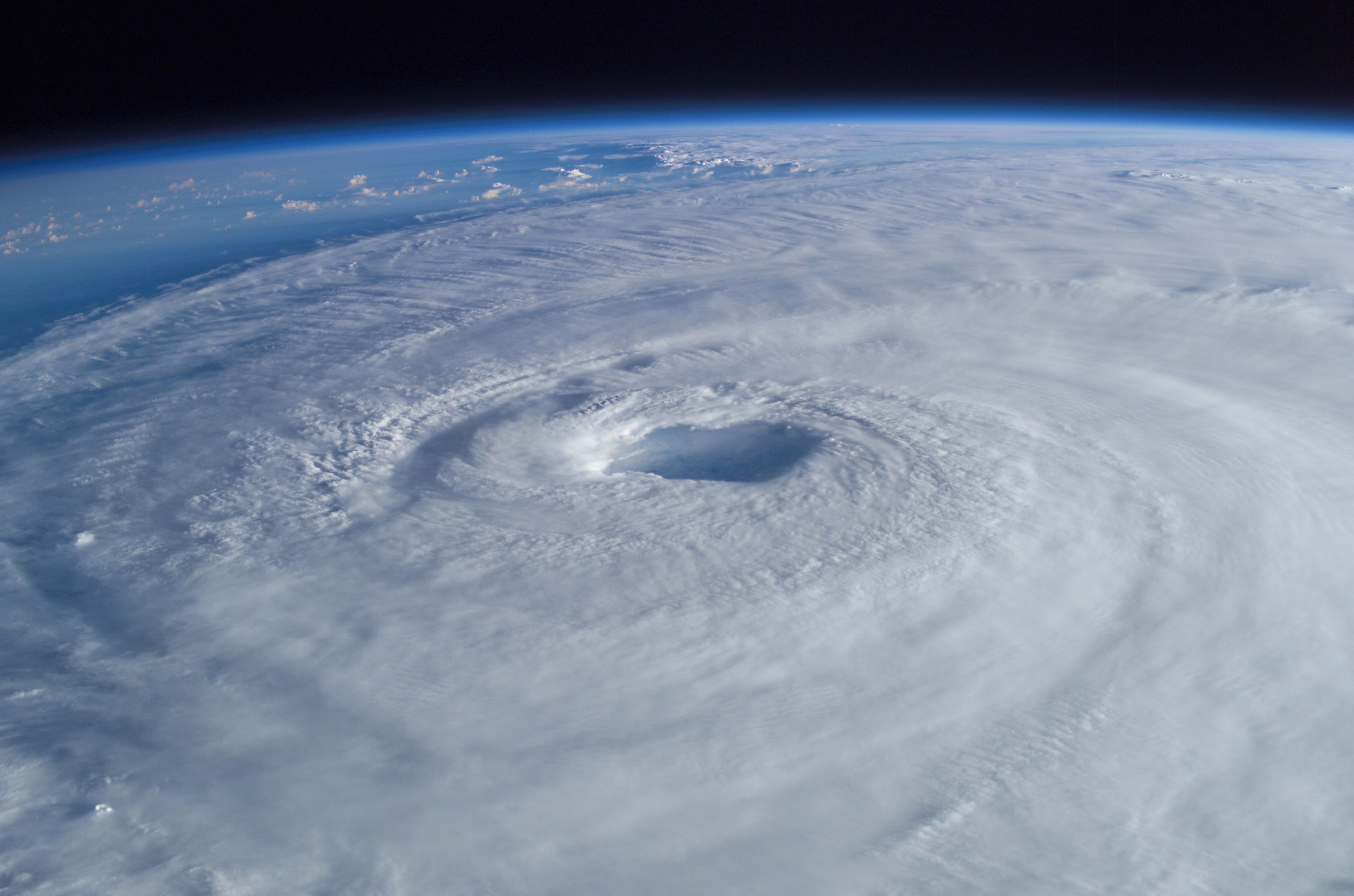
El radio de vientos máximos de un ciclón tropical se sitúa justo dentro de la pared ocular de un ciclón tropical intenso, como el huracán Isabel de 2003.

El radio de vientos máximos (RMW) es la distancia entre el centro de un ciclón y su banda de vientos más fuertes. Es un parámetro de la dinámica atmosférica y de la predicción de ciclones tropicales. Las mayores precipitaciones se producen cerca del RMW de los ciclones tropicales. El alcance de la marejada ciclónica y su intensidad máxima potencial pueden determinarse utilizando el RMW. A medida que aumentan los vientos máximos sostenidos, la RMW disminuye. Recientemente, la RMW se ha utilizado en la descripción de tornados. A la hora de diseñar edificios para prevenir fallos por cambios en la presión atmosférica, la RMW puede utilizarse en los cálculos.

## Determinación
La RMW se mide tradicionalmente con aviones de reconocimiento en la cuenca atlántica. También se puede determinar en mapas meteorológicos como la distancia entre el centro del ciclón y el mayor gradiente de presión del sistema. Utilizando datos de satélites meteorológicos, la distancia entre la temperatura más fría de la cima de las nubes y la temperatura más cálida dentro del ojo, en imágenes infrarrojas de satélite, es un método para determinar la RMW. La razón por la que este método tiene mérito es que los vientos más fuertes dentro de los ciclones tropicales tienden a estar localizados bajo la convección más profunda, que se ve en las imágenes de satélite como las cimas de las nubes más frías. El uso de datos de velocidad del radar meteorológico Doppler también se puede utilizar para determinar esta cantidad, tanto para tornados como para ciclones tropicales cerca de la costa.

## Tornados

Imágenes de radar de un tornado y mesociclón asociado en Wyoming el 5 de junio de 2009. Los datos de reflectividad de la izquierda muestran el interior sin lluvia del tornado. Los datos de velocidad de la derecha muestran dónde se localizan los vientos más fuertes.

En el caso de los tornados, el conocimiento de la RMW es importante, ya que el cambio de presión atmosférica (APC) dentro de los edificios sellados puede provocar el fallo de la estructura. La mayoría de los edificios tienen aberturas de un pie cuadrado por cada 1.000 pies cúbicos (28 m³) de volumen para ayudar a igualar la presión del aire entre el interior y el exterior de las estructuras. El APC es alrededor de la mitad de su valor máximo en el RMW, que normalmente oscila entre 150 pies (46 m) y 500 pies (150 m) desde el centro (u ojo) del tornado. El tornado más ancho medido por las mediciones reales de viento de radar fue el tornado Mulhall en el norte de Oklahoma, parte del brote de tornados de Oklahoma de 1999, que tuvo un radio de viento máximo de más de 800 metros (2.600 pies).

## Ciclones tropicales
Se calculó un valor medio para la RMW de 47 kilómetros (29 mi) como la media (o promedio) de todos los huracanes con una presión atmosférica central más baja entre una presión de 909 hectopascales (26,8 inHg) y 993 hectopascales (29,3 inHg). A medida que los ciclones tropicales se intensifican, los vientos máximos sostenidos aumentan a medida que disminuye la RMW.  Sin embargo, los valores de RMW producidos con base en la presión central o a la velocidad máxima del viento podrían tener una dispersión sustancial alrededor de las líneas de regresión. Las precipitaciones más intensas dentro de los ciclones tropicales intensos se han observado en las proximidades de la RMW.
El radio del viento máximo ayuda a determinar los impactos directos de los ciclones tropicales. Se considera que los ciclones tropicales han golpeado directamente una masa terrestre cuando un ciclón tropical pasa lo suficientemente cerca de una masa terrestre como para que las áreas dentro del radio de viento máximo se experimenten en tierra. El radio de viento máximo se utiliza dentro de la ecuación de intensidad potencial máxima. La ecuación de Emanuel para la intensidad máxima potencial se basa en los vientos cercanos al RMW de un ciclón tropical para determinar su potencial máximo.
La mayor marejada ciclónica suele coincidir con el radio de vientos máximos. Dado que los vientos más fuertes dentro de un ciclón tropical se encuentran en el RMW, esta es la región de un ciclón tropical que genera las olas dominantes cerca de la tormenta y, en última instancia, el oleaje del océano lejos del ciclón. Los ciclones tropicales mezclan el agua del océano dentro de un radio tres veces mayor que el del RMW, lo que reduce las temperaturas de la superficie del mar debido al afloramiento.
Aún se desconoce mucho sobre el radio del viento máximo en los ciclones tropicales, incluso si puede predecirse o no.